# Gypsophila montserratii
Gypsophila montserratii là loài thực vật có hoa thuộc họ Cẩm chướng. Loài này được Fern.Casas mô tả khoa học đầu tiên năm 1972.